# هرچه که مردم بگویند هستم، همان چیزی‌ست که نیستم
 «هرچه که مردم بگویند هستم، همان چیزی‌ست که نیستم» (به انگلیسی: Whatever People Say I Am, That's What I'm Not) آلبومی از آرکتیک مانکیز است که در سال ۲۰۰۶ منتشر شد.
این آلبوم در چارت‌های استرالیا و ایرلند در رتبهٔ اول، و در چارت‌های هلند، دانمارک، فنلاند، فلاندرز و نیوزلند جزو ده آلبوم اول قرار گرفت.